# جزيرة كروزوف
جزيرة كروزوف (بالإنجليزية: Kruzof Island)‏ جزيرة في أرخبيل ألكسندر في جنوب شرق ألاسكا في الولايات المتحدة الأمريكية. 
وتبعد 16 كم غرب سيتكا.
سماها في عام 1805 القبطان ليسيانسكي بجزيرة كروز على اسم أدميرال روسي.